# Clayton (Nova Jersey)
Clayton és una població dels Estats Units a l'estat de Nova Jersey. Segons el cens del 2006 tenia 7.469 habitants.

## Demografia
Segons el cens del 2000, Clayton tenia 7.139 habitants, 2.464 habitatges, i 1.884 famílies. La densitat de població era de 383,9 habitants/km².
Dels 2.464 habitatges en un 39,4% hi vivien nens de menys de 18 anys, en un 57,5% hi vivien parelles casades, en un 13,9% dones solteres, i en un 23,5% no eren unitats familiars. En el 19,7% dels habitatges hi vivien persones soles el 7,5% de les quals corresponia a persones de 65 anys o més que vivien soles. El nombre mitjà de persones vivint en cada habitatge era de 2,89 i el nombre mitjà de persones que vivien en cada família era de 3,31.
Per edats la població es repartia de la següent manera: un 29,1% tenia menys de 18 anys, un 8,7% entre 18 i 24, un 31,6% entre 25 i 44, un 21% de 45 a 60 i un 9,6% 65 anys o més.
L'edat mediana era de 34 anys. Per cada 100 dones de 18 o més anys hi havia 89,8 homes.
La renda mediana per habitatge era de 53.219 $ i la renda mediana per família de 63.097 $. Els homes tenien una renda mediana de 37.231 $ mentre que les dones 29.063 $. La renda per capita de la població era de 20.006 $. Aproximadament el 3,1% de les famílies i el 2,9% de la població estaven per davall del llindar de pobresa.

## Poblacions més properes
El següent diagrama mostra les poblacions més properes.